# فالمير أباريسيدو فرنس
فالمير أباريسيدو فرنس (مواليد 16 أبريل 1990) هو لاعب كرة قدم برازيلي.

## وصلات خارجية
- فالمير أباريسيدو فرنس على موقع رابطة كرة القدم اليابانية للمحترفين (اليابانية)
- فالمير أباريسيدو فرنس على موقع قاعدة بيانات كرة القدم.إي يو (الإنجليزية)
- فالمير أباريسيدو فرنس على موقع Soccerway.com (الإنجليزية)
- فالمير أباريسيدو فرنس على موقع عالم كرة القدم.نت (الإنجليزية)
- فالمير أباريسيدو فرنس على موقع AS.com (الإسبانية)